# RT del Cotxer
RT del Cotxer (RT Aurigae) és una estrella de la constel·lació del Cotxer. Es tracta d'una estrella supergegant blanca-groga de tipus F amb una magnitud aparent mitjana de +5.75. Es troba a unas 1561 anys llum aproximadament de la Terra. Està classificació com a estrella variable cefeida. La seva lluentor varia des de la magnitud +5.00 a la +5.82 amb un període de 3,73 dies.